# Piedmont Interstate Fairgrounds
De Piedmont Interstate Fairgrounds was een racecircuit met een onverhard wegdek gelegen in Spartanburg, South Carolina. Het was een ovaal circuit van 0,5 mijl of 800 meter in lengte.
Tussen 1953 en 1966 werd het circuit gebruikt voor wedstrijden uit de NASCAR Grand National Series. Ned Jarrett is met zes overwinningen recordhouder op het circuit. Het circuit werd gesloten midden de jaren tachtig. Momenteel worden de terreinen gebruikt voor allerhande activiteiten zoals jaarmarkten, kermissen en exhibities.

## Winnaars op het circuit
Winnaars op het circuit uit de Grand National Series.
| Jaar | Winnaar         | Auto       |
| ---- | --------------- | ---------- |
| 1953 | Lee Petty       | Dodge      |
| 1954 | Herb Thomas     | Hudson     |
| 1955 | Tim Flock       | Chrysler   |
| 1956 | Lee Petty       | Dodge      |
| 1956 | Ralph Moody     | Ford       |
| 1957 | Marvin Panch    | Ford       |
| 1957 | Lee Petty       | Oldsmobile |
| 1958 | Speedy Thompson | Chevrolet  |
| 1959 | Jack Smith      | Chevrolet  |
| 1960 | Ned Jarrett     | Ford       |
| 1960 | Cotton Owens    | Pontiac    |
| 1961 | Cotton Owens    | Pontiac    |
| 1961 | Jim Paschal     | Pontiac    |
| 1962 | Ned Jarrett     | Chevrolet  |
| 1962 | Richard Petty   | Plymouth   |
| 1963 | Richard Petty   | Plymouth   |
| 1963 | Ned Jarrett     | Ford       |
| 1964 | Ned Jarrett     | Ford       |
| 1964 | Richard Petty   | Plymouth   |
| 1965 | Ned Jarrett     | Ford       |
| 1965 | Ned Jarrett     | Ford       |
| 1966 | Elmo Langley    | Ford       |